# Viễn Tây (thể loại phim)
Phim Viễn Tây (tiếng Anh: Western films) là thể loại điện ảnh chuyên khai thác những số phận bôn tẩu giang hồ lấy cảm hứng từ thời kì Tây tiến, nay được mở rộng thành dòng văn nghệ đậm tính mạo hiểm và cận chiến.

## Lịch sử
Từ buổi đầu điện ảnh thế giới, dòng phim câm Bắc Mỹ đã mượn chất liệu văn hóa bản địa đương thời vào tác phẩm để phản ánh rõ tâm hồn Mỹ, đặc biệt nhấn mạnh nam tính. Các bộ phim sơ khởi được giới kí giả gọi chung là Viễn Tây (Westerns) thường có đầu tư rất tốn kém về bối cảnh, kinh phí và nhân lực bởi các yếu tố phiêu lưu mạo hiểm. Cho nên, cũng có thể coi đây là dòng điện ảnh hành động vào dạng tiên phong trên thế giới.

### Thập niên 1900—30
Ba thập niên đầu thế kỷ XX, công thức thực hiện một cuốn phim Viễn Tây chỉ thuần túy là không gian Viễn Tây Mỹ thời kì bành trướng (tương ứng trước sau Nội Chiến), với triền miên những cuộc tranh đấu giữa dòng người Mỹ da trắng di cư với dân bản địa da đỏ hoặc giữa những nhóm cao bồi bị bần cùng hóa với nhau. Câu truyện thường xoay quanh những ơn cừu vay trả trong bối cảnh thiên nhiên bao la khắc nghiệt.
Ở thập niên 1930, khi cuộc đại tiêu điều tàn phá sâu sắc kết cấu xã hội Mỹ, phim Viễn Tây được nâng tầm nhờ sự khai sinh của kĩ thuật phim âm thanh nổi và màn ảnh đại vĩ tuyến. Giai đoạn ngắn ngủi này, phim Viễn Tây được các nhà chế tác Hollywood gia cố thành bản sắc Mỹ, không thuần túy là xuất phẩm giải trí nữa mà phải phản ánh chân thực thế giới tinh thần Mỹ. Thời này, mặc dù phim màu còn tương đối đắt, nhưng các phim Viễn Tây được mặc định ưu tiên có màu để đặc tả cuộc chinh phục Viễn Tây gian khổ. Cho dù các tuyến truyện vẫn đơn sơ như thời phim câm nhưng yếu tố kịch nghệ và hành động được củng cố hơn, vô hình trung đẩy dòng điện ảnh này lên thành những xuất phẩm nghệ thuật giàu tính lãng mạn hơn trước.
Bên cạnh đó, các nhà làm phim những năm này cũng bắt đầu tích cực tầm khảo tư liệu để dần cải biên những truyện có thật trên mặt báo thế kỷ XIX thành tác phẩm điện ảnh, thay vì chỉ sáng tác theo cảm quan riêng biệt.

### Thập niên 1940—50

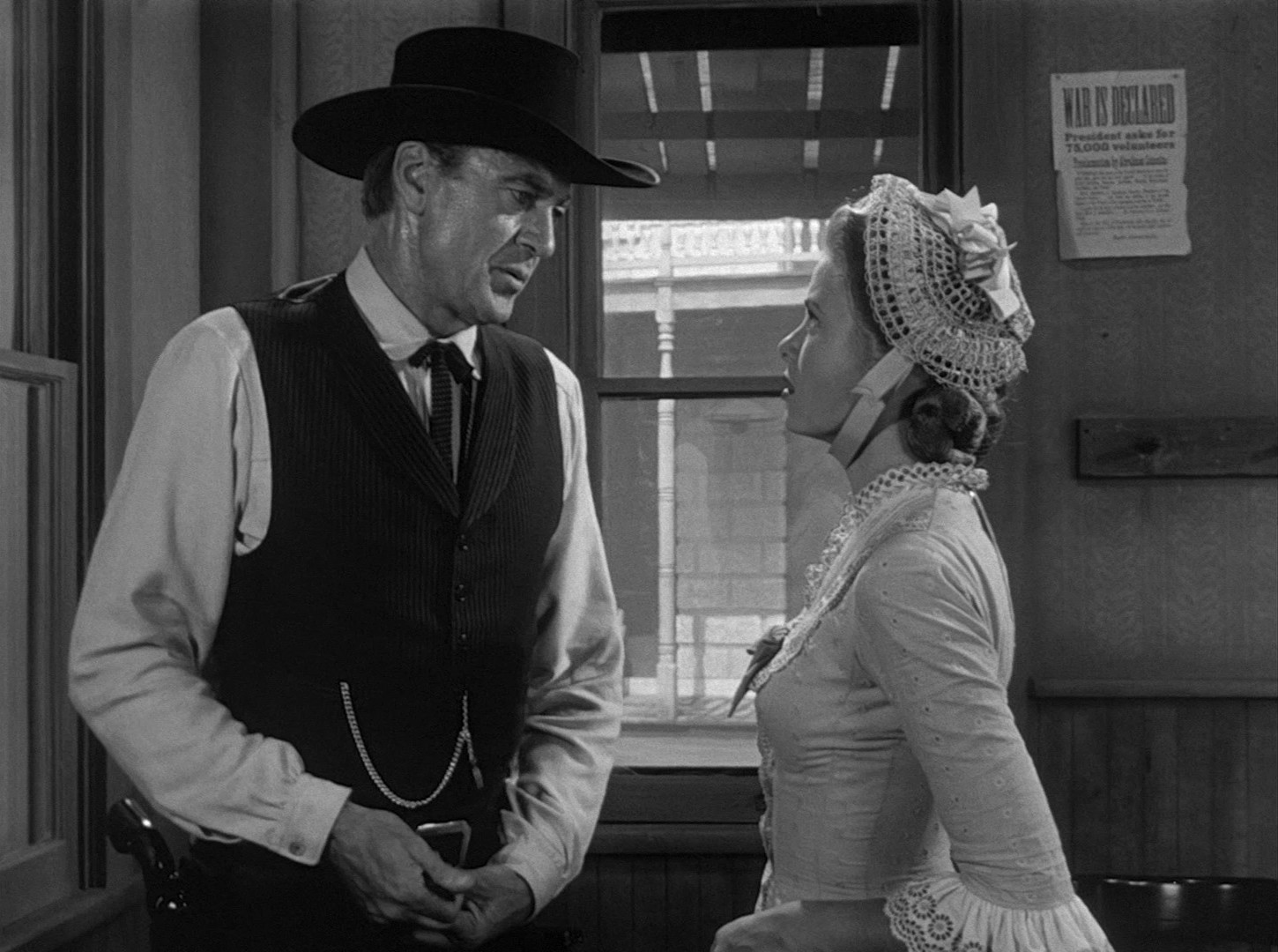
Theo hồi tưởng của các cán sự tòa Bạch Ốc, Chính ngọ là cuốn phim được chiếu nhiều lần nhất do yêu cầu của các vị tổng thống Dwight D. Eisenhower, Ronald Reagan và Bill Clinton. Ở những thời khắc khó khăn nhất của Chiến tranh Việt Nam, tổng thống Richard Nixon thường coi đi coi lại cuốn phim này.

Sau Đệ Nhị thế chiến, văn hóa Mỹ đạt tới đỉnh thịnh nhờ dòng di dân tinh anh từ khắp nơi đổ về và cũng do vị thế thành viên phe Đồng Minh giành được nhiều lợi tức trong việc chia ảnh hưởng toàn cầu. Kể từ lúc này, phim Viễn Tây chính thức trở thành bản sắc Mỹ. Tuy nhiên, chỉ trong hai thập niên kế tiếp, dòng điện ảnh này chóng sa vào cục diện bế tắc vì phương pháp chế tác hoàn toàn cũ, thậm chí các nhà làm phim chỉ loanh quanh bắt chước nhau mà không chịu cải biến thêm. Phim Viễn Tây thời này ra nhiều, âm thanh và hình ảnh đều sắc nét, đầu tư nhân lực và vật lực cũng rất tốn kém, nhưng có rất ít cuốn hòa vốn hoặc chất lượng nghệ thuật cao, vô hình trung trở thành thứ đồ ăn nhanh dễ ngán.
Cuối thập niên 1950, một bộ phận nhà chế tác trẻ đã tách ra thành một nhánh phụ là phim Viễn Tây ca vũ nhạc, tuy nhiên phong cách ước lệ quá cao và xu hướng lãng mạn hóa hiện thực cuộc sống lại càng khiến dòng điện ảnh này sa đà thoái hóa. Chỉ đôi chút tìm tòi của giới biên kịch là tính dụ ngôn tín ngưỡng và chính trị nhằm phản ánh hiện thực Chiến tranh Lạnh được sự hưởng ứng của giới phê bình, nhưng những cuốn như này lại không giành được thiện cảm của phần đông công chúng.
Giai đoạn này chỉ có hai cuốn phim Chính ngọ (1952) và Shane (1953) đạt thành công ấn tượng cả nghệ thuật cũng như doanh thu, tuy nhiên bộc lộ rất rõ sự sáo mòn về phong cách truyền tải thông điệp. Thời này cũng đánh dấu sự xuất hiện nam minh tinh John Wayne ở cương vị nhà chế tác kiêm diễn viên trong hàng chục phim đề tài Viễn Tây, mà mục đích chính là nêu cao chủ nghĩa ái quốc bản sắc Mỹ. Suốt hơn chục năm, hãng Republic Pictures của ông đã xuất xưởng những cuốn phim có thể tài na ná nhau với cái kết đều có hậu, tuyến truyện đơn điệu và câu thoại chau chuốt chỉ nhằm tôn vinh chủ nghĩa anh hùng kiểu Mỹ. Do vậy, các phim gán mác John Wayne không gây ấn tượng lắm trong công chúng và chỉ có thể bán vé trong lĩnh thổ Hoa Kỳ.

### Thập niên 1960—70
Thập niên 1960 được giới truyền thông bấy giờ báo hiệu là thì điểm "kết án tử" cho dòng điện ảnh Viễn Tây. Tuy nhiên, ở mấy năm đầu xuất hiện một số nhà điện ảnh trẻ bắt đầu cố gắng cách tân. Yếu tố lãng mạn bị hạn chế dần, đồng thời mở rộng bối cảnh Viễn Tây tới các cộng đồng da màu, không gian Viễn Tây trước kia thường mặc định là Texas thì nay trải dài từ biên giới Canada xuống miền biên thùy México. Đặc biệt, yếu tố tội phạm bắt đầu được bổ sung vào tính cách cao bồi, thay vì thuần túy anh hùng nghĩa hiệp đã trở nên quá nhàm chán và kệch cỡm. Cốt truyện trong phim từ chỗ chịu ảnh hưởng tới vay mượn ý tưởng từ loạt mạn họa Lucky Luke của bộ đôi Morris và René Goscinny, nhờ vậy, tính trào lộng khiến những sự kiện Viễn Tây đỡ cứng nhắc hơn. Một số bộ phim thậm chí là bản Mỹ (hoặc Viễn Tây) của các phim võ hiệp Hương Cảng và samurai Nhật Bản. Điển hình là loạt phim 4 phần Bảy tay súng oai hùng, bắt đầu từ năm 1960, chiếm kỷ lục phòng vé dù chỉ là phiên bản làm lại Akira Kurosawa, gây cảm hứng cho những biến đổi dòng phim Viễn Tây về sau.
Ngay năm sau, tức là 1961, hãng Paramount lại công bố một đề án suýt bị bỏ dở là Độc nhãn long, vị trí đạo diễn và tài tử chính được ủy thác cho nam minh tinh Marlon Brando bấy giờ bị hoài nghi về năng lực chỉ đạo trên hiện trường. Tuy nhiên, bộ phim này hóa ra lại đạt thành tựu doanh thu rất ấn tượng, thậm chí khiến giới phê bình phải tranh luận về triết lý nghệ thuật. Sự kiện này càng củng cố sức ảnh hưởng của dòng phim Viễn Tây cho những năm kế tiếp.

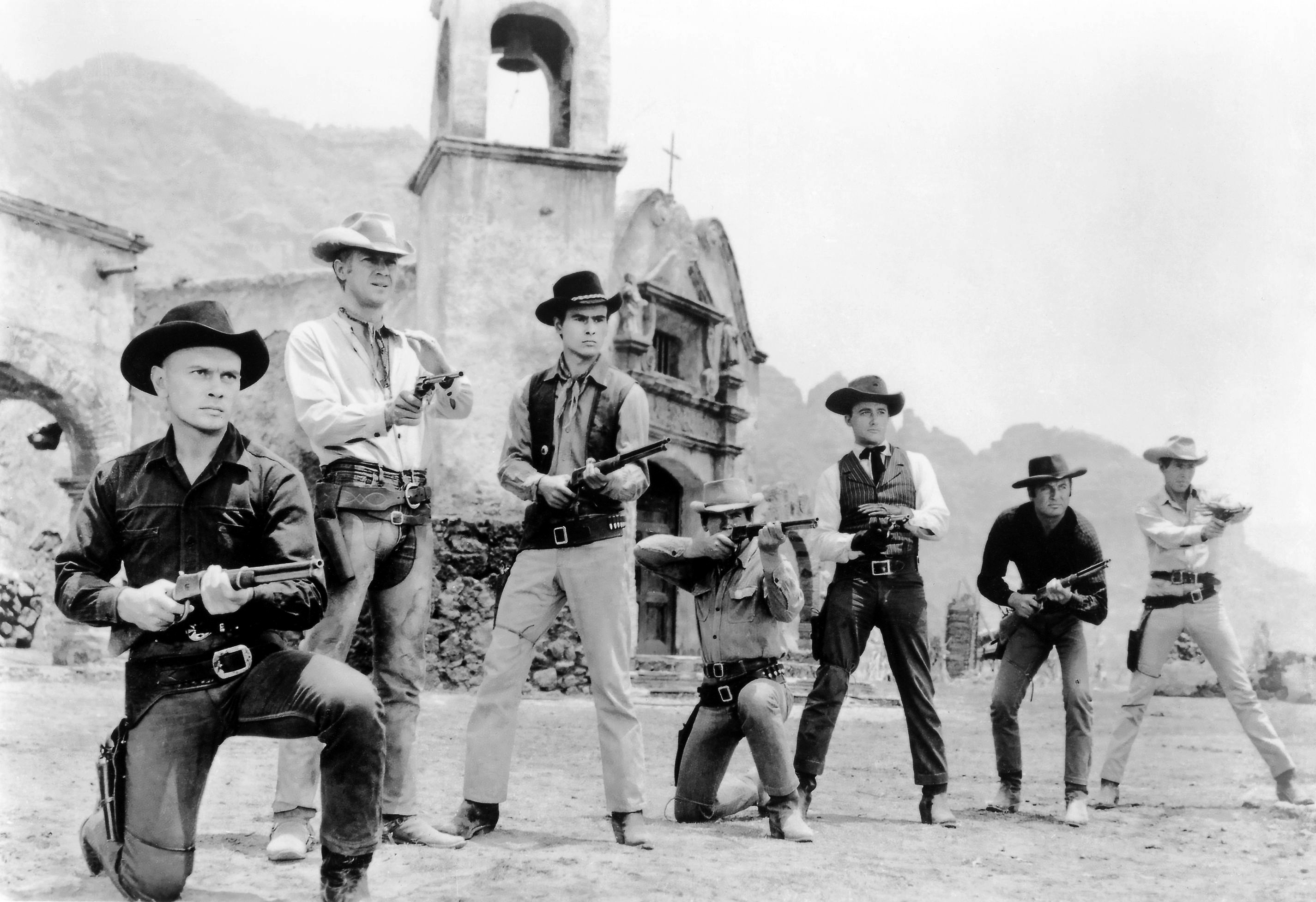
Bảy tay súng oai hùng đánh dấu sự khai sinh chủ nghĩa anh hùng kiểu mới : Thay vì ra tay nghĩa hiệp, các nhân vật chính cải huấn số đông hèn mạt thành kẻ biết tự lực cánh sinh.

Một đặc trưng nữa của phim Viễn Tây Hollywood thập niên 1960 là nhấn mạnh sự khắc nghiệt của thiên nhiên hoang dã, thường đặt những con người nhỏ bé cô độc vào không gian Viễn Tây rộng lớn đầy dẫy hiểm họa khôn lường. Con người chỉ có thể đối trọng với tự nhiên khủng khiếp ấy bằng ý chí thông qua hình tượng khẩu súng, mà về sau điều này khiến giới nghiên cứu phải thừa nhận rằng sự cách tân ấy đã tạo ra "tầm nhìn huyền thoại về bình nguyên và sa mạc miền Tây nước Mỹ".
Dù vậy, thời kì này điện ảnh Mỹ phải chịu nhiều tác động của Chiến tranh Việt Nam nên hầu như không còn hứng thú với những sản phẩm ngập tràn tính lãng mạn nữa, công chúng mong đợi ngày càng nhiều phim khai thác góc tối trong tâm lý xã hội hơn là phơi bày toàn điều mộng mị tốt đẹp. Một số phim có loạt minh tinh Judy Garland, Doris Day, Joan Crawford, Susan Hayward, Audrey Hepburn, Anne Baxter, Jeanne Crain, Joanne Woodward và Jane Fonda đóng chính như sự nỗ lực "nữ hóa" dòng điện ảnh này nhưng giành được những thành công hết sức hạn chế. Vì thế, những thí nghiệm của giới chế tác Viễn Tây Hollywood chóng bị cụt vốn và phải nhường thị phần cho những dòng điện ảnh khác giàu yếu tố chân thực hơn.
Mãi tới cuối thập niên 1960, bộ ba xuất phẩm Dollar của nhà điện ảnh Ý Sergio Leone công chiếu khắp thế giới và khiến các nhà làm phim Hollywood phải choáng váng vì lối chế tác hoàn toàn mới lạ. Trong các câu truyện của Sergio Leone hầu như không thấy tính cao thượng và những con người lương thiện, mà thực ra, bất cứ kẻ nào từ chân yếu tay mềm tới hung dữ nhất đều hành xử quanh vấn đề tư lợi bất chấp mọi thủ đoạn, vậy nên không gian Viễn Tây nghẹt thở vì súng đạn và những cuộc rượt đuổi trối chết. Công thức điện ảnh kiểu Sergio Leone khiến phim Viễn Tây chuyển hướng thành một dạng văn hóa tội phạm mà các nhân vật hầu hết là bọn du đãng, hay đúng hơn là những cao bồi thiện lành bị số phận đẩy vào con đường tội ác không thể dung thứ. Từ thời điểm này, phim Viễn Tây được quốc tế hóa, bởi nhà làm phim và cả trường quay có thể ở bất cứ đâu trên thế giới, đồng thời ý niệm "Viễn Tây" cũng chuyển hóa thành không gian thiên nhiên hoang dã thay vì luẩn quẩn ở khu vực Bắc Mỹ. Dù vậy, phần đông khán giả vẫn tỏ ra ưa chuộng cái khí chất cao bồi phóng khoáng ở Viễn Tây Mỹ hơn là tìm không gian lí tưởng mới.

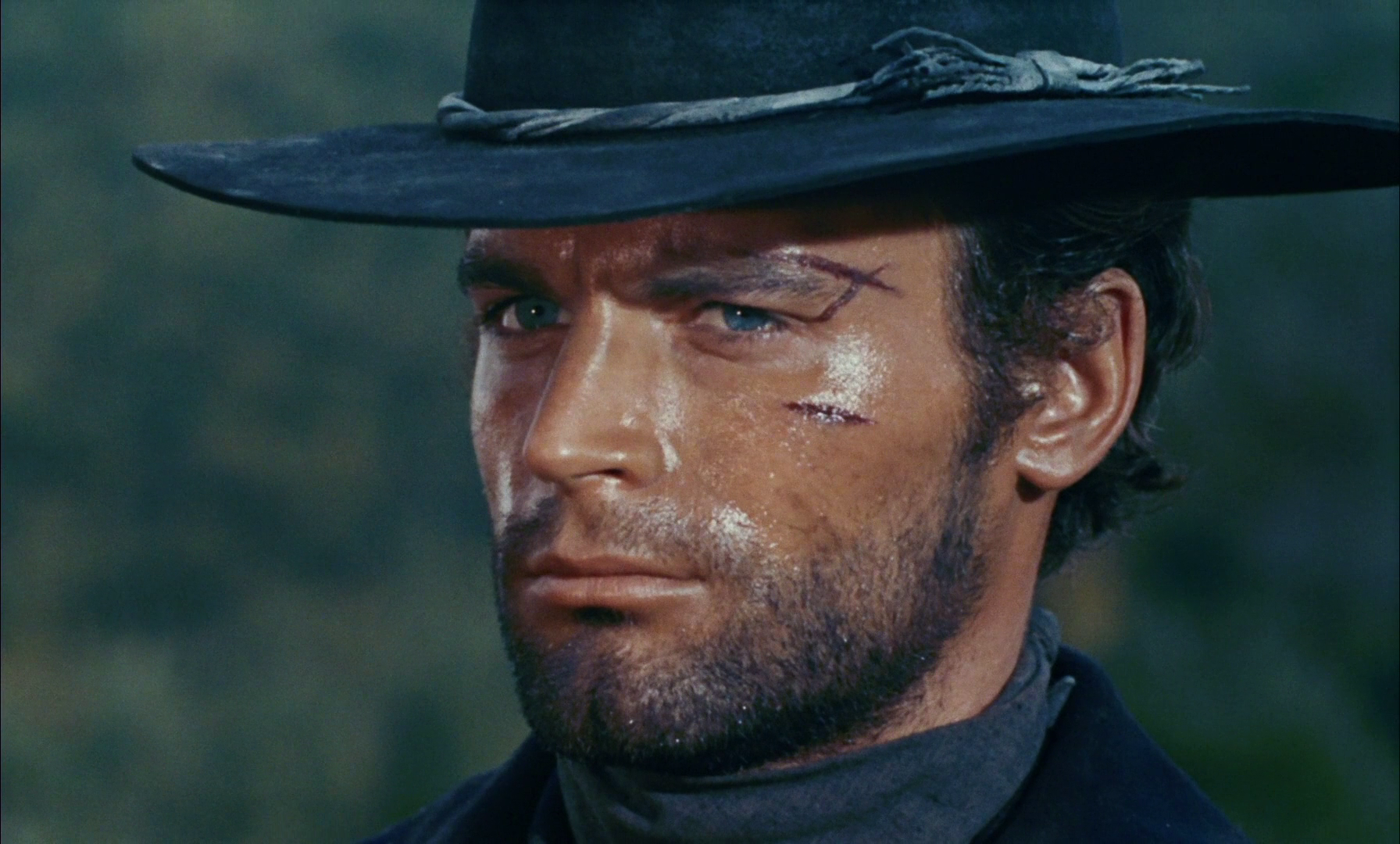
Các bộ phim có nam tài tử Mario Girotti đóng chính được coi là bảo chứng doanh thu và cũng được đánh giá là tiêu biểu dòng phim Viễn Tây Ý.

Sang thập niên 1970, nhờ công trạng "hồi sinh" của nhà đạo diễn lừng danh Sergio Leone, giới điện ảnh Bắc Mỹ và Tây phương bước vào thời kì cạnh tranh quyết liệt để xuất phẩm những cuốn phim Viễn Tây theo phong cách độc đáo mới lạ. Đặc biệt, giai đoạn này có sự gia nhập của các nền điện ảnh mới nổi ở Đông Âu và Á châu, khiến cho phim Viễn Tây ngày càng đa dạng thể tài. Đây cũng là thời kì nở rộ lượng lớn tài tử Viễn Tây có khả năng biểu đạt rất cao và đa dạng, thậm chí trở thành minh tinh đảm bảo doanh thu, tiêu biểu như Lee Van Cleef, Giuliano Gemma và Mario Girotti.
Tuy nhiên, điện ảnh Ý vẫn là cái nôi của dòng điện ảnh Viễn Tây "kiểu Sergio Leone". Bởi chỉ cần kinh phí thấp, bối cảnh hẹp và dàn tài tử chấp nhận lương thấp, một cuốn phim Ý vẫn thu về lãi gấp vài chục lần số vốn bỏ ra. Vì thế trong một thời gian tương đối dài, phim Viễn Tây Ý trở thành một trong những dòng điện ảnh quyến rũ nhất thế giới, phản ánh sâu sắc những chấn động trong tâm lý xã hội mạt kì Chiến tranh Lạnh, cho tới khi bị bão hòa vì lối chế tác càng lúc càng ẩu, nội dung bắt đầu phi lý và gây phẫn nộ trong dư luận vì những tiểu tiết vô đạo đức. Cũng giai đoạn này, do xu thế phản đối nạn phân biệt chủng tộc nên các tuyến truyện phim Viễn Tây không còn tập trung vào người Mỹ da trắng nữa mà đã xuất hiện thêm nhiều nhân vật chính là người da màu.
Điểm sáng nhất thời này là loạt phim Ngôi nhà nhỏ trên thảo nguyên, hầu như là phim Viễn Tây chủ đề gia đình duy nhất, cũng thuộc số ít phim Viễn Tây cân bằng được yếu tố thương mại và nghệ thuật. Phim gây sửng sốt giới phê bình và công chúng khắp hoàn cầu nhưng không gây được sự cách tân rõ rệt nào cho thể loại này.

### Thập niên 1980—90

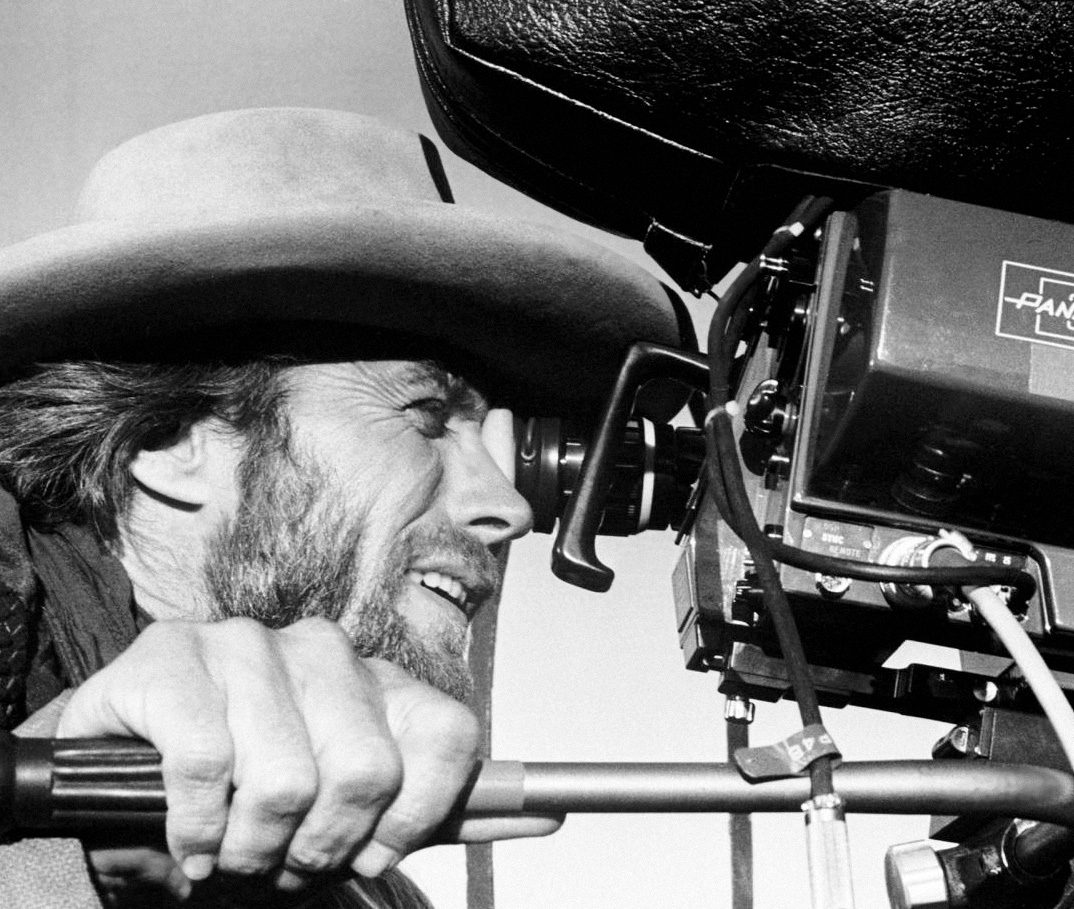
Clint Eastwood nổi danh khá trễ, các xuất phẩm của ông cũng không dễ coi, nhưng được đánh giá là nhân vật cuối cùng bảo tồn bản sắc Mỹ trong phim Viễn Tây.

Kể từ cuối những năm 1970, điện ảnh Viễn Tây có tín hiệu thoái trào ở mức không sao vãn hồi được, nhất là sau khi Sergio Leone chuyển hẳn sang dòng phim tội phạm giàu tính chiêm nghiệm hơn. Lúc này công chúng vô hình trung đã ngao ngán những cuộc cận chiến căng thẳng tới mức vô lý của điện ảnh Viễn Tây. Dòng phim này đành phải ngoi lên qua sóng truyền hình, cho dù vốn đầu tư ngày càng thu hẹp. Một khó khăn chung nữa là các trường quay phục vụ đại cảnh ngay tại Hollywood, Tây Ban Nha, Ý - những nơi được coi là "kinh đô" chế tác điện ảnh Viễn Tây - bị ế khách tới mức phải đóng cửa vĩnh viễn. Nhưng việc này khiến cho dòng phim Viễn Tây ngày càng giả tạo và thớ lợ vì mất hẳn cái cơ sở trọng yếu nhất để tạo nên thành công.
Thời này dẫu sao đánh dấu những nỗ lực không mệt mỏi của nhà điện ảnh Clint Eastwood nhằm tìm cách cứu vãn tình trạng ảm đạm của phim Viễn Tây, báo giới thường ví ông là "gã cao bồi nghèo đơn độc" trên đường dài chấn hưng điện ảnh. Thậm chí, khi các đối tác thâm niên ở Bắc Mỹ và Tây Âu không còn mặn mà gì, ông đã có ý định quay sang các nền điện ảnh Viễn Tây mới nổi tại Đông Âu và Đông Bắc Á, đặc biệt cựu thù nước Mỹ là Liên Xô. Nhưng vì tình hình chính trị xã hội thế giới đương thời biến chuyển quá nhanh, ý tưởng này không thành hiện thực. Nên sang tới đầu thập niên 1990, Clint Eastwood hầu như trở thành nhà chế tác phim Viễn Tây cuối cùng, ông đành chuyển sang làm những dòng điện ảnh khác.
Mặc dù khá lẻ tẻ, nhưng những năm hưng thịnh sau rốt của dòng phim Viễn Tây chứng kiến sự thăng hoa của các nền điện ảnh mới ở Đông Âu, Á châu, Phi châu và Úc châu. Không chỉ đưa bản sắc mỗi vùng vào điện ảnh Viễn Tây mà các nhà làm phim khá thành công khi cài thêm yếu tố du lịch vào để tăng doanh số thương mại cho quốc khố. Những năm này, tính phiêu lưu mạo hiểm giảm hẳn nhưng điện ảnh Viễn Tây đạt tới đỉnh cao của nghệ thuật biểu diễn, có giá trị tư liệu khá lớn.
Giai đoạn này chỉ có bộ phim ca vũ nhạc Người từ Boulevard des Capuchines (1987) của điện ảnh Liên Xô đạt doanh thu ấn tượng.

### Thập niên 2000—20
Từ đầu thế kỷ XXI, điện ảnh Viễn Tây trở nên bão hòa, không còn ranh giới thực ảo, tội phạm hay kinh dị nữa. Các phim có chút yếu tố Viễn Tây thời này tuy càng lúc càng phải đầu tư tốn kém hơn nhưng doanh thu cho chí chất lượng nghệ thuật đều không mấy khả quan cho lắm, mà thường chỉ tập trung khai thác chủ đề phân biệt chủng tộc trong xã hội tiêu dùng. Một nỗ lực nhỏ của các nhà chế tác trẻ là thực hiện những cuốn phim phóng sự đậm chất Viễn Tây nhằm khai thác hiện thực nóng hổi trong sinh hoạt hậu hiện đại.
Viễn Tây đến thời kì này đã không nhất thiết phải là truyện phiêu lưu hào hùng, mà chỉ cần phong cách chế tác. Các phim kiểu mới như Brokeback Mountain, The Power of the Dog, Nguyệt hoa sát thủ, Lật mặt, Trạng Tí phiêu lưu ký, Người vợ cuối cùng hay Tết ở làng Địa Ngục tuy cũng đều là phim Viễn Tây nhưng không gồm hoặc rất ít yếu tố bôn tẩu. Các phim đó đều thuộc thể loại phụ của dòng phim Viễn Tây, vì thế cũng chính là phim Viễn Tây. Đây cũng là giai đoạn đánh dấu những nỗ lực phục hưng dòng phim truyền thống này của các nhà điện ảnh Hollywood thông qua việc áp dụng các kĩ nghệ vi tính tối tân hơn.

## Văn hóa
Theo thăng trầm lịch sử gần một thế kỷ, dòng điện ảnh Viễn Tây là một trong những khuôn vàng thước ngọc của điện ảnh thế giới về nghệ thuật biểu đạt và phương thức tạo doanh thu. Nhưng trước hết, công chúng ưa chuộng là vì cảm xúc mà các cuốn phim này đem lại.

### Phong cách

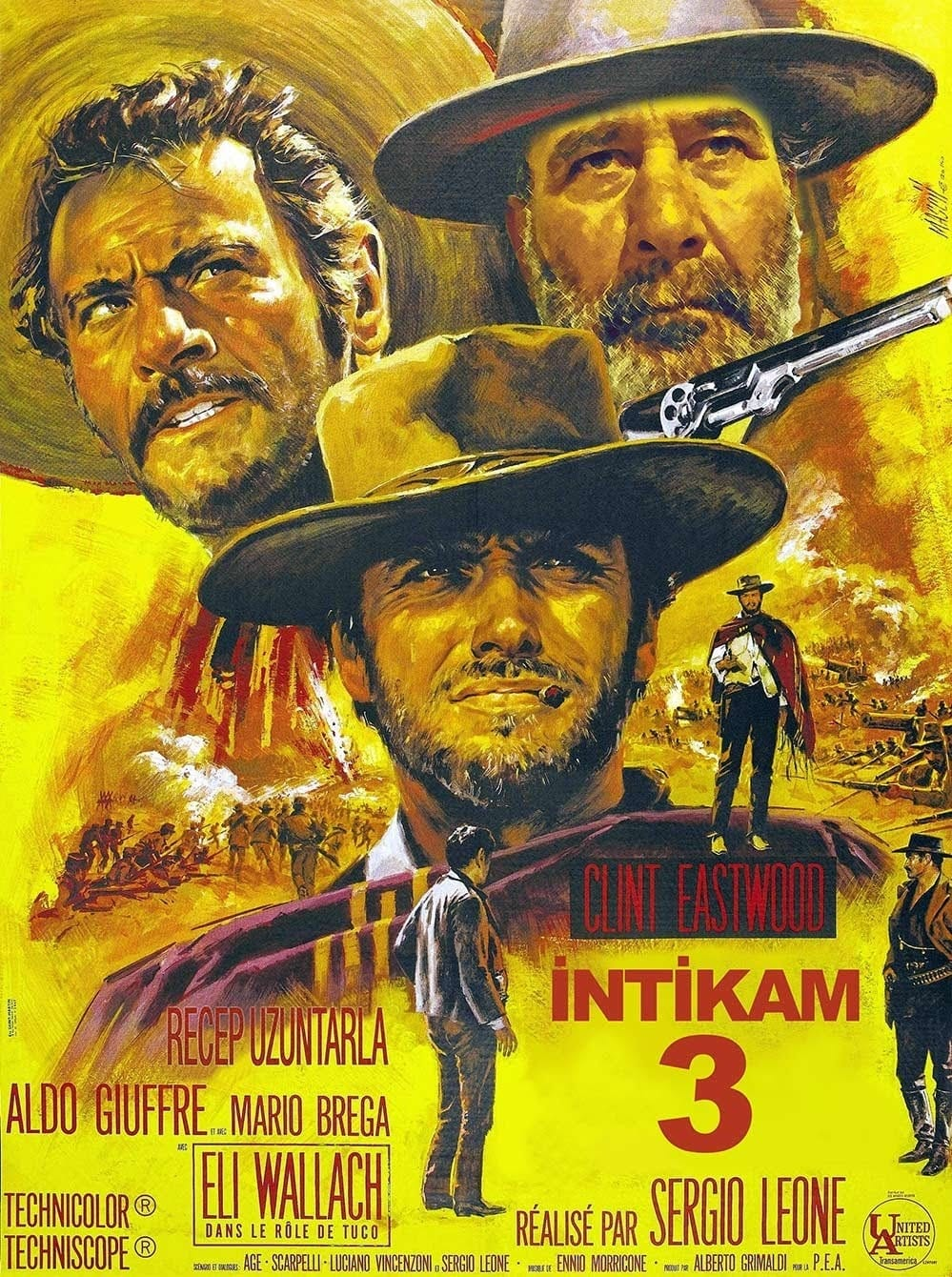
Nhà điện ảnh Sergio Leone khởi xướng nguyên tắc bộ ba trong các phim Viễn Tây tội phạm.

Công thức thực hiện điện ảnh Viễn Tây được cho là bắt nguồn từ văn chương kị sĩ với những chuyến phiêu lưu hào hùng trên lưng ngựa của những con người vô danh vào thiên nhiên hoang sơ kì bí. Tuy nhiên, cảm hứng nguyên thủy lại đi từ phong trào khai canh Bắc Mỹ những năm giữa thế kỷ XIX, mà nhân vật trung tâm là giới bình dân luôn ấp ủ hoài bão lập nghiệp trên thửa đất mang tên mình.
Khán giả bước vào thế giới Viễn Tây là chiêm ngưỡng không gian thiên nhiên rợn ngợp với những trận đấu súng long trời lở đất để bảo vệ những "nguyên lý sống". Thế giới Viễn Tây không phải lúc nào cũng phụng hiến cho công lý và danh dự, mà chẳng qua chuyển động quanh khát vọng sinh tồn, dù là trong thói đời đê tiện nhất. Ở đấy, con người dù bất kể thân phận nào đều không sống theo bản năng mà phải tập cách tồn tại bằng lý trí, sẵn sàng đạp đổ mọi khuôn mẫu để giữ bằng được sinh mạng, như Sergio Leone phát biểu, Viễn Tây nghĩa là "nơi tính mạng hoàn toàn vô giá trị".
Miền Viễn Tây chỉ toàn những vụ thanh toán đẫm máu giữa các băng đảng, với những tên du đãng huýt gió quay súng điệu nghệ và các vũ nữ si tình. Viễn Tây còn là nơi người ta đổ xô đi tìm vàng với khát vọng giàu sang và chạy trốn thế giới văn minh với những bản án thảm khốc. Bọn du thủ du thực vốn dĩ là những nông dân bị trào lưu công nghiệp hóa tước sạch sản nghiệp, phải mưu sinh bằng những công việc hèn mạt, cho nên chúng phải họp nhau lại để thực hiện những vụ cướp nhà băng kinh thiên động địa hoặc săn lùng lẫn nhau để tranh giải thưởng trên tờ truy nã.
Ngay từ khởi thủy, các nhà điện ảnh sơ khai đã đề xuất tính đối lập trong phương thức tạo hình phim Viễn Tây để đặc tả cuộc chinh phục tự nhiên vô cùng gian nan. Cảnh đầu phim luôn có một hoặc vài nhân vật dong ngựa từ phương xa (nơi mặt trời mọc) vào khu dân sinh, mà thường là thị trấn, để kết phim thì cũng bằng ấy nhân vật ruổi ngựa đi về phía hoàng hôn (ngầm chỉ Viễn Tây).
Nhạc nền cũng là điểm vô cùng đặc sắc trong phim Viễn Tây. Những thanh âm lúc trầm khi giáng, khi cực nhộn và có lúc buồn thảm, nhưng đa số là không lời. Vì thế, hầu hết phần nhạc phim Viễn Tây đều có số phận riêng và được công chúng nhắc nhớ lâu hơn bản điện ảnh. Trong các thập niên 1980-90, nhạc Viễn Tây trở thành phần không thể thiếu tại các vũ trường, tiệm cà phê, phòng hút... nhờ giai điệu du dương xen lẫn bỏng gắt rất thích hợp với thói quen tìm ảo giác của cư dân thành thị.
Sang đến cuối thập niên 1990, yếu tố cận chiến và lối dựng cảnh trong điện ảnh Viễn Tây được áp dụng trong một số dòng trò chơi điện tử dạng sơ khai nhất, và tới thập niên 2010 vẫn được các nhà đồ họa vi tính tiếp thu.
| Phần lời ca khúc Kẻ lãng du (The man from nowhere) trong phim Arizona Colt (1966) thường được coi là dẫn dụ khái quát nhất về chủ nghĩa anh hùng kiểu Viễn Tây - Film : Arizona Colt (Il pistolero di Arizona) - M/T : Francesco de Masi - I : Ettore Lovecchio („Raoul") | He came out of nowhere with no one beside him He rode out of the sunrise all alone. A man out of nowhere with no one to love him. His one faithful companion was his gun. No one could say, just where he came from. No one could say, where he was going. Was he a man without a heart, a man with a heart made of stone. | The moon on the mountains, a sky full of starlight and some wary young stranger on his way. No one could say, just where he came from. No one could say, where he was going. As he had come, he rode away, a man with a gun all alone. A man with a gun all alone. |

### Trường phái
- Viễn Tây kinh điển (Classical Western)
- Viễn Tây mạo hiểm (Acid Western)
- Viễn Tây Úc (Australian Western, Kangaroo Western, Meat-pie Western)
- Viễn Tây da đen (Blaxploitation Western)
- Viễn Tây Mễ (Charro/cabrito/chili Westerns)
- Viễn Tây hài (Comedy Western)
- Viễn Tây tân thời (Contemporary Western, neo-Western)
- Viễn Tây Anh (Cornish Western)
- Viễn Tây Ấn (Dacoit Western)
- Viễn Tây tài liệu (Documentary Western)
- Viễn Tây điện tử (Electric Western)
- Viễn Tây hào hùng (Epic Western)
- Viễn Tây Âu (Euro-Western)
- Viễn Tây huyền ảo (Fantasy Western)
- Viễn Tây vùng vịnh (Florida Western)
- Viễn Tây Hi Lạp (Greek Western)
- Viễn Tây kinh dị (Horror Western)
- Viễn Tây võ hiệp (Martial-arts Western)
- Viễn Tây Gia Nã Đại (Northwestern)
- Viễn Tây đỏ (Red Western, Eastern, Ostern)
- Viễn Tây khiêu dâm (Pornographic Western)
- Viễn Tây Nhật (Ramen Western)
- Viễn Tây chính luận (Revisionist Western)
- Viễn Tây viễn tưởng (Science fiction Western)
- Viễn Tây đông giá (Snow Western)
- Viễn Tây vũ trụ (Space Western)
- Viễn Tây mì ăn liền (Instant-noodles Western)
- Viễn Tây Ý (Spaghetti Western)
- Viễn Tây Zapata (Zapata Western)
- Viễn Tây siêu nhiên (Weird Western)

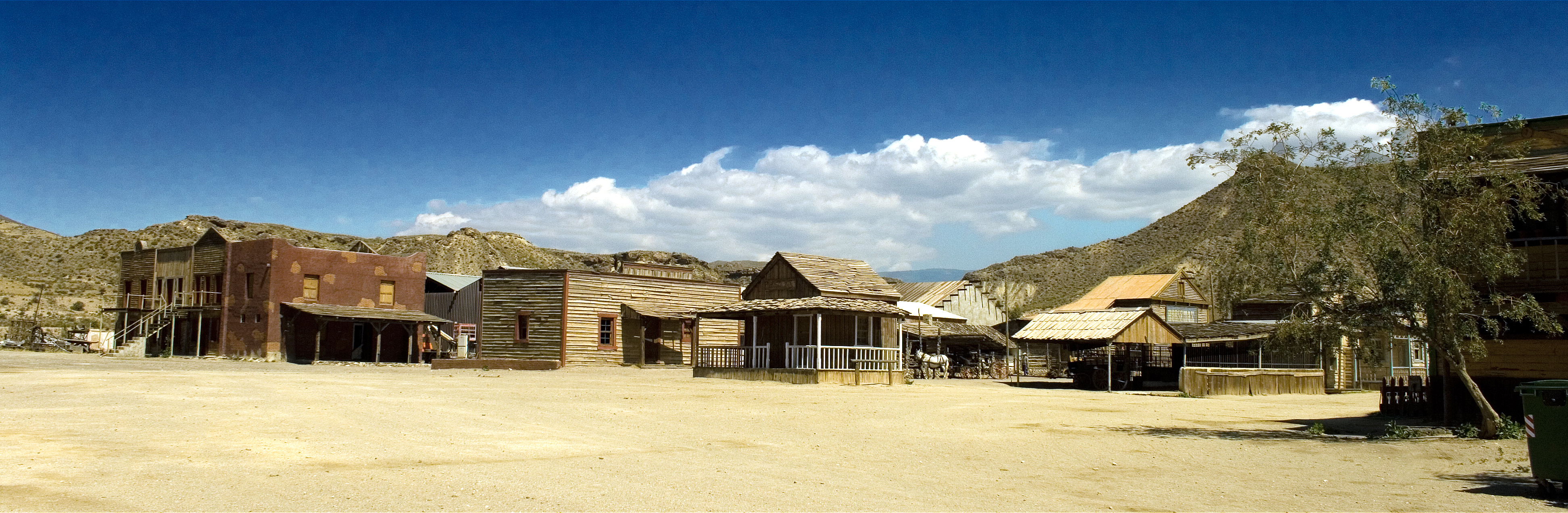
Thị trấn kiểu Texas tại phim trường Almería (Tây Ban Nha).

| Bối cảnh điển hình nhất trong điện ảnh Viễn Tây. | Mô phỏng vụ quyết đấu điển hình trong phim Viễn Tây. |

## Điện ảnh Việt Nam
Theo kí giả Lê Quang Thanh Tâm, cuốn phim Việt Nam tiên phong có yếu tố Viễn Tây là Xin nhận nơi này làm quê hương (1970), do ông Hoàng Vĩnh Lộc biên kịch và đạo diễn. Ngay năm sau lại có phim Vết thù trên lưng ngựa hoang do đạo diễn Lê Hoàng Hoa chuyển thể tác phẩm của kí giả Duyên Anh.
Trong thời hoàng kim thập niên 1980, điện ảnh Viễn Tây Việt Nam thường lồng với đề tài chiến tranh cách mạng để tăng phần kịch liệt cho tuyến truyện. Bối cảnh thường khai thác là miền sâm lâm muôn trùng Trường Sơn hoặc khu vực Tây Nguyên. Nhân vật chính đa số là cán bộ chiến sĩ giải phóng quân hoặc nam nữ thanh niên xung phong phải đối diện với khí hậu, thú dữ miền sơn cước khắc nghiệt. Tuyến nhân vật phản diện thường là sĩ quan quân nhân Pháp, Mỹ, Việt Nam Cộng hòa và các toán FULRO cho chí thổ phỉ. Báo giới đương thời gọi tếu dòng điện ảnh này là "Viễn Tây tai bèo" (Broad-brimmed Western) bởi các nhân vật dù chính hay tà đều mang loại nón mềm rộng vành để che nắng mưa. Có thể kể đến : Cánh đồng hoang, Ngọn lửa Krông Jung, Ván bài lật ngửa, Cao nguyên F101, Chiến trường chia nửa vầng trăng, Kho vàng đẫm máu, Tình yêu bên bờ vực thẳm, Người sót lại của rừng cười, Đất nước đứng lên, Bông hoa rừng Sác, Đường thư, Trường Sơn ngày ấy...
Ở đầu thập niên 1990, do ảnh hưởng của dòng phim chưởng Hương Cảng Đài Loan, các phim Viễn Tây kiểu Việt Nam lại phối hợp thêm yếu tố cổ trang, võ hiệp cùng chút kì ảo. Riêng năm 1997, bộ phim truyền hình Đất phương Nam công chiếu đã gây phấn khích trong dư luận toàn quốc về phong cách chế tác phim truyện hoàn toàn mới lạ. Cả không gian miền Tây Nam Bộ rợn ngợp trên bước chân lưu lạc của chú bé tìm cha, những số phận con người long đong uất hận như hình ảnh tổ quốc thời mất độc lập. Tuy vậy, lối chế tác này chững lại và kéo theo dòng phim Viễn Tây Việt Nam chùng xuống, không sản xuất thêm được tác phẩm nào đáng chú ý nữa.
Mãi tới năm 2019, dư luận mạng xã hội lại một phen lao xao với việc công bố đề án điện ảnh Truyền thuyết Quán Tiên do ông Đinh Tuấn Vũ đạo diễn, bà Nguyễn Thị Hồng Ngát làm tổng giám chế. Xuất phẩm đậm phong cách "Viễn Tây khiêu dâm" (Pornographic Western) này tuy thế đạt doanh thu không khả quan, bởi tư tưởng và phong cách chế tác tỏ ra hoàn toàn lạc hậu so với thế giới.

## Liên kết

### Tư liệu
- Articles on Western film and TV in Western American Literature
- Special issue of Western American Literature on Global Westerns
- Most Popular Westerns at Internet Movie Database
- Western Writers of America website
- The Western, St. James Encyclopedia of Pop Culture, 2002
- I Watch Westerns, Ludwig von Mises Institute
- Film Festival for the Western Genre website
- Western Filmscript Collection. Yale Collection of Western Americana, Beinecke Rare Book and Manuscript Library
- Buffalo Bill Cody. The Library of Congress.
- Wild West Shows.  The Gale Group, Inc.
- NRA Museums. Evans Lever Action Repeating Carbine